# Gazélec Ajaccio
A Gazélec Football Club Ajaccio (röviden GFO Ajaccio, vagy Gazélec Ajaccio) egy 1910-ben alapított francia labdarúgócsapat, melynek székhelye Ajaccio-ban található. A klub színei: vörös és kék. Hazai pályájuk a Stade Ange Casanova, melynek befogadóképessége 8 000 fő.

## Sikerlista
- Negyedosztály győztese (2): 2003, 2011

## Jelenlegi keret
2019. július 28-i állapotnak megfelelően.
| #  |     | Poszt | Név                                             |
| -- | --- | ----- | ----------------------------------------------- |
| 1  | FRA | K     | Arnaud Balijon                                  |
| 3  | NGA | V     | Ibrahim Usman                                   |
| 4  | FRA | V     | Rodéric Filippi                                 |
| 5  | FRA | V     | Ahmed Guettaf                                   |
| 6  | FRA | V     | Grégoire Pineau                                 |
| 7  | FRA | CS    | Keelan Lebon (kölcsönben a Paris FC csapatától) |
| 8  | FRA | KP    | Virgile Piechocki                               |
| 9  | FRA | CS    | Maxime Pélican                                  |
| 10 | SEN | KP    | Mayoro N'Doye                                   |
| 11 | FRA | CS    | Stanley Segarel                                 |
| 12 | CIV | V     | Zié Diabaté                                     |

| #  |     | Poszt | Név                                        |
| -- | --- | ----- | ------------------------------------------ |
| 16 | FRA | K     | Cyril Fogacci                              |
| 18 | FRA | V     | Dominique Guidi                            |
| 20 | FRA | V     | Anthony Lippini                            |
| 21 | FRA | CS    | Steeve Beusnard                            |
| 23 | FRA | KP    | Julien Anziani                             |
| 24 | FRA | V     | Paul-Antoine Finidori                      |
| 26 | FRA | KP    | Clément Goguey                             |
| 27 | FRA | KP    | Thibault Campanini                         |
| 28 | FRA | V     | Jean-Baptiste Pierazzi                     |
| 29 | FRA | CS    | Scott Kyei (kölcsönben a Reims csapatától) |
| 30 | FRA | K     | Clément Maury                              |

## Fordítás
- Ez a szócikk részben vagy egészben  a   Gazélec Ajaccio című angol Wikipédia-szócikk fordításán alapul.  Az eredeti cikk szerkesztőit annak laptörténete sorolja fel. Ez a jelzés csupán a megfogalmazás eredetét és a szerzői jogokat jelzi, nem szolgál a cikkben szereplő információk forrásmegjelöléseként.